# Françoise M'Pika
Françoise M'Pika, född 21 maj 1956, är en friidrottare från Kongo-Brazzaville. Hon deltog vid olympiska sommarspelen 1984.